# Campeonato Europeo de Motociclismo
El Campeonato Europeo de Motociclismo de velocidad es una competición de motociclismo que se disputó por primera vez en el año 1924. A partir del año 1981 fue reinstaurada hasta la actualidad por la Unión Europea de Motociclismo (UEM), con la colaboración de la Federación Internacional de Motociclismo (FIM).

## Historia
El primer Campeonato de Europa se disputó entre 1924 y 1939 fecha en la que comenzó la guerra en Europa. Una vez terminada la Segunda Guerra Mundial, se retomó en el año 1947 y se canceló definitivamente tras la edición de 1948, ya que el 1949 la FIM dio paso al primer Campeonato del Mundo.
Las primeras ediciones (de 1924 a 1937 ) y las de 1947 en 1948, el título se decidió en una sola carrera, llamada Gran Premio de Europa, celebrada cada año en un país diferente. En cambio, desde que se volvió a instaurar el año 1981 (y también las ediciones de 1938 y 1939), el campeonato se disputaba en varias carreras en las que cada piloto obtenía puntos en función del resultado, proclamándose campeón quien más número de puntos hubiera obtenido a lo largo de la temporada. A principios del siglo XXI se disputaba a una sola carrera en cada una de sus diferentes categorías con sede fija en el Circuito de Albacete (España).

## Palmarés de los campeonatos de Europa[5]
| Año  | 50cc                           | 125cc                               | 250cc                                 | 500cc                          |
| ---- | ------------------------------ | ----------------------------------- | ------------------------------------- | ------------------------------ |
| 1981 | Giuseppe Ascareggi - Minarelli | Pierluigi Aldrovandi - MBA          | Herbert Hauf - Yamaha                 | Leandro Becheroni - Suzuki     |
| 1982 | Zdravko Matulja - Tomos        | Stefano Caracchi - MBA              | Reinhold Roth - FKN-Yamaha            | Fabio Biliotti - Suzuki        |
| Año  | 80cc                           | 125cc                               | 250cc                                 | 500cc                          |
| 1983 | Hubert Abold - Zündapp         | Willy Hupperich - MBA               | Carlos Cardús - Kobas-Rotax           | Peter Sköld - Suzuki           |
| 1984 | Richard Bay - Rupp             | Norbert Peschke - MBA               | Gary Noel - Exactweld                 | Eero Hyvärinen - Suzuki        |
| 1985 | Günter Schirnhofer - Rupp      | Pierfrancesco Chili - MBA           | Massimo Matteoni - Honda              | Marco Gentile - Yamaha         |
| 1986 | Bruno Casanova - Unimoto       | Claudio Macciotta - MBA             | Hans Lindner - Rotax                  | Massimo Messere - Honda        |
| 1987 | Julián Miralles - Derbi        | Adi Stadler - MBA                   | Xavier Cardelús - JJ Cobas-Rotax      | Manfred Fischer - Honda        |
| 1988 | Bogdan Nikolov - Krauser       | Emilio Cuppini - Garelli            | Fausto Ricci - Yamaha e Aprilia       | Alberto Rota - Honda           |
| 1989 | Jaime Mariano - Casal          | Gabriele Debbia - Aprilia           | Andrea Borgonovo - Aprilia            | Peter Linden - Honda           |
| Año  | 125cc                          | 250cc                               | Supersport                            | Superbike                      |
| 1990 | Javier Debón - JJ Cobas-Rotax  | Leon van der Heijden - Aprilia      | Howard-John Selby - Yamaha            | Richard Arnaiz - Honda         |
| 1991 | Oliver Koch - Honda            | Max Biaggi - Aprilia                | Luis d'Antín - Honda                  | Davide Tardozzi - Ducati       |
| 1992 | Juan Bautista Borja - Honda    | Luis Maurel - Aprilia               | Stefan Scheschowitsch - Honda         | Daniel Amatriaín - Ducati      |
| 1993 | Stefano Perugini - Aprilia     | Giuseppe Fiorillo - Aprilia         | Michaël Paquay - Honda                | Terry Rymer - Yamaha           |
| 1994 | Ivan Cremonini - Honda         | Régis Laconi - Honda                | Yves Briguet - Honda                  | Anders Rasmussen - Yamaha      |
| 1995 | Lucio Cecchinello - Honda      | Luca Boscoscuro - Aprilia           | Michaël Paquay - Ducati               | Mario Innamorati - Ducati      |
| 1996 | Jorge Martínez Aspar - Aprilia | Sebastián Porto - Aprilia           | Fabrizio Pirovano - Ducati            | Idalio Gavira - Honda          |
| 1997 | Arnaud Vincent - Aprilia       | Davide Bulega - Aprilia             | Angelo Conti - Ducati                 | Udo Mark - Suzuki              |
| 1998 | Max Sabbatani - Honda          | Alex Hofmann - Honda                | Jan Hanson - Honda                    |                                |
| Año  | 125cc                          | 250cc                               | Supersport                            | Stocksport 1000cc              |
| 1999 | Klaus Nöhles - Honda           | Ivan Clementi - Aprilia             | Sébastien Le Grelle - Suzuki          | Karl Harris - Suzuki           |
| 2000 | Diego Giugovaz - Aprilia       | Riccardo Chiarello - Aprilia        | Augustín Escobar - Honda              | James Ellison - Honda          |
| 2001 | Andrea Dovizioso - Aprilia     | David García - Honda                | Alessio Corradi - Yamaha              | James Ellison - Suzuki         |
| 2002 | Marco Simoncelli - Aprilia     | Álvaro Molina - Yamaha              | Kai Borre Andersen - Yamaha           | Vittorio Iannuzzo - Suzuki     |
| 2003 | Mattia Angeloni - Honda        | Tarō Sekiguchi - Yamaha             | Matteo Baiocco - Yamaha               | Michel Fabrizio - Suzuki       |
| 2004 | Michele Pirro - Aprilia        | Álvaro Molina - Aprilia             | Tatu Lauslehto - Honda                | Lorenzo Alfonsi - Yamaha       |
| Año  | 125cc                          | 250cc                               | Supersport                            | Superstock 600cc               |
| 2005 | Michele Conti - Honda          | Álvaro Molina - Aprilia             | Gilles Boccolini - Kawasaki           | Claudio Corti - Yamaha         |
| 2006 | Philipp Eitzinger - Honda      | Álvaro Molina - Aprilia             | Diego Giugovaz - Yamaha               | Xavier Siméon - Suzuki         |
| 2007 | Alen Győrfi - Honda            | Álvaro Molina - Aprilia             | Guglielmo Tarizzo - Honda             | Maxime Berger - Yamaha         |
| Año  | 125cc                          | Supersport                          | Stocksport 1000cc                     | Superstock 600cc               |
| 2008 | Lorenzo Savadori - Aprilia     | Ángel Rodríguez - Yamaha            | Carmelo Morales - Yamaha              | Loris Baz - Yamaha             |
| 2008 | Lorenzo Savadori - Aprilia     | Kev Coghlan - Honda (Junior)        | Xavier Siméon - Suzuki (Junior)       | Loris Baz - Yamaha             |
| Año  | 125cc                          | Supersport                          | Superstock 1000cc                     | Superstock 600cc               |
| 2009 | Marcel Schrötter - Honda       | Kev Coghlan - Honda                 | Carmelo Morales - Yamaha              | Gino Rea - Honda               |
| 2009 | Marcel Schrötter - Honda       | Iván Moreno - Yamaha (Junior)       | Danilo Petrucci - Yamaha (Junior)     | Gino Rea - Honda               |
| 2010 | Maverick Viñales - Aprilia     | Carmelo Morales - Yamaha            | Santiago Barragán - Honda             | Jérémy Guarnoni - Yamaha       |
| 2010 | Maverick Viñales - Aprilia     | Albert Santamaría - Yamaha (Junior) | Enric Ferrer - Ducati (Junior)        | Jérémy Guarnoni - Yamaha       |
| 2011 | Romano Fenati - Aprilia        | Jordi Torres - Yamaha               | Iván Silva - Kawasaki                 | Jed Metcher - Yamaha           |
| 2011 | Romano Fenati - Aprilia        | Alex Schacht - Honda (Junior)       | Loris Baz - Kawasaki (Junior)         | Jed Metcher - Yamaha           |
| Año  | Moto3/125cc                    | Supersport                          | Superstock 1000cc                     | Superstock 600cc               |
| 2012 | Matteo Ferrari - Honda         | Jordi Torres - Yamaha               | Carmelo Morales - Kawasaki            | Michael van der Mark - Honda   |
| 2012 | Matteo Ferrari - Honda         | Oscar Climent - Yamaha (Junior)     | Albert Santamaría - Kawasaki (Junior) | Michael van der Mark - Honda   |
| Año  | Moto3                          | Supersport                          | Superstock 1000cc                     | Superstock 600cc               |
| 2013 | Karel Hanika - KTM             | Román Ramos - Kawasaki              | Xavi Forés - Ducati                   | Franco Morbidelli - Kawasaki   |
| 2013 | Karel Hanika - KTM             | Ángel Poyatos - Yamaha (Junior)     | Guillermo Llano - Yamaha (Junior)     | Franco Morbidelli - Kawasaki   |
| 2014 |                                |                                     |                                       | Marco Faccani - Kawasaki       |
| Año  | Superstock 250                 | CEV Moto2                           | CEV Superbike                         | Superstock 600cc               |
| 2015 | Oliver Konig - Sherco          | Edgar Pons - Kalex                  | Carmelo Morales - Yamaha              | Toprak Razgatlıoğlu - Kawasaki |
| 2016 |                                | Steven Odendaal - Kalex             | Carmelo Morales - Yamaha              |                                |
| Año  |                                | CEV Moto2                           | Superstock 1000cc                     |                                |
| 2017 |                                | Eric Granado - Kalex                | Michael Ruben Rinaldi - Ducati        |                                |
| 2018 |                                | Jesko Raffin - Kalex y Suter        | Markus Reiterberger - BMW             |                                |
| Año  |                                | CEV Moto2                           |                                       |                                |
| 2019 |                                | Edgar Pons - Kalex                  |                                       |                                |
| 2020 |                                | Yari Montella - Speed Up            |                                       |                                |
| 2021 |                                | Fermín Aldeguer - Boscoscuro        |                                       |                                |
| 2022 |                                | Lukas Tulovic - Kalex               |                                       |                                |
| 2023 |                                | Senna Agius - Kalex                 |                                       |                                |